# Persone di nome Kevin/Giocatori di football americano
| Questa pagina contiene informazioni ricavate automaticamente dalle voci biografiche con l'ausilio del template Bio e di un bot. L'aggiornamento è periodico e automatico e ricostruisce completamente la pagina. Se manca una persona in questa lista, sei pregato di non aggiungerla, ma accertati piuttosto che la sua voce biografica contenga il template Bio e che i dati anagrafici siano correttamente compilati. Se il template Bio manca, inseriscilo tu stesso o, in alternativa, metti l'avviso {{tmp\|Bio}} che ne segnala la mancanza. Se i dati riportati sono sbagliati, correggi direttamente la voce biografica; le modifiche saranno visibili in questa lista entro pochi giorni. Per chiarimenti vedi il progetto antroponimi. La lista contiene solo le 51 persone che sono citate nell'enciclopedia e per le quali è stato implementato correttamente il template Bio. Pagina aggiornata al 16 ott 2024. |

Questa è una lista di persone presenti nell'enciclopedia che hanno il nome Kevin e sono giocatori di football americano.

## A(1)
- Kevin Allen, ex giocatore di football americano statunitense (Cincinnati, n. 1963)

## B(9)
- Kevin Barnes, ex giocatore di football americano statunitense (Fayetteville, n. 1986)
- Kevin Boothe, giocatore di football americano statunitense (New York, n. 1983)
- Kevin Boss, giocatore di football americano statunitense (Corvallis, n. 1984)
- Kevin Brock, giocatore di football americano statunitense (Parsippany, n. 1986)
- Kevin Brooks, ex giocatore di football americano statunitense (Detroit, n. 1963)
- Kevin Burnett, giocatore di football americano statunitense (Inglewood, n. 1982)
- Kevin Butler, ex giocatore di football americano statunitense (Savannah, n. 1962)
- Kevin Byard, giocatore di football americano statunitense (Lithonia, n. 1993)
- Kevin Börzsei, giocatore di football americano svedese (n. 2000)

## C(3)
- Kevin Carter, ex giocatore di football americano statunitense (Miami, n. 1973)
- Kevin Cone, giocatore di football americano statunitense (Stone Mountain, n. 1988)
- Kevin Craft, ex giocatore di football americano e allenatore di football americano statunitense (Escondido, n. 1985)

## D(5)
- Kevin Dodd, giocatore di football americano statunitense (Taylors, n. 1992)
- Kevin Dorsey, giocatore di football americano statunitense (Forestville, n. 1990)
- Kevin Dotson, giocatore di football americano statunitense (West Point, n. 1996)
- Kevin Doyle, giocatore di football americano statunitense (Downingtown, n. 1999)
- Kevin Dyson, ex giocatore di football americano statunitense (Logan, n. 1975)

## E(1)
- Kevin Eckel, ex giocatore di football americano statunitense (Filadelfia, n. 1990)

## F(3)
- Kevin Fagan, ex giocatore di football americano statunitense (Lake Worth, n. 1963)
- Kevin Faulk, ex giocatore di football americano statunitense (Carencro, n. 1976)
- Kevin Fortes, giocatore di football americano francese (Nogent-sur-Marne, n. 1998)

## G(2)
- Kevin Givens, giocatore di football americano statunitense (n. 1997)
- Kevin Greene, giocatore di football americano e allenatore di football americano statunitense (Schenectady, n. 1962 - † 2020)

## H(6)
- Kevin Hardy, ex giocatore di football americano statunitense (Evansville, n. 1973)
- Kevin Harmon, ex giocatore di football americano statunitense (New York, n. 1966)
- Kevin Harris, giocatore di football americano statunitense (Hinesville, n. 2000)
- Kevin Haslam, giocatore di football americano statunitense (Mahwah, n. 1986)
- Kevin Hogan, giocatore di football americano statunitense (McLean, n. 1992)
- Kevin Huber, giocatore di football americano statunitense (Cincinnati, n. 1985)

## J(2)
- Kevin Jackson, ex giocatore di football americano statunitense (Inglewood)
- Kevin Johnson, giocatore di football americano statunitense (Clarksville, n. 1992)

## K(2)
- Kevin King, giocatore di football americano statunitense (Oakland, n. 1995)
- Kevin Kolb, ex giocatore di football americano statunitense (Victoria, n. 1984)

## L(1)
- Kevin Lockett, ex giocatore di football americano statunitense (Tulsa, n. 1974)

## M(3)
- Kevin Mawae, ex giocatore di football americano statunitense (Savannah, n. 1971)
- Kevin Minter, giocatore di football americano statunitense (Suwanee, n. 1990)
- Kevin Mitchell, giocatore di football americano statunitense (Harrisburg, n. 1971 - Ashburn, † 2007)

## N(1)
- Kevin Norwood, giocatore di football americano statunitense (Biloxi, n. 1989)

## O(1)
- Kevin Ogletree, ex giocatore di football americano statunitense (New York, n. 1987)

## P(2)
- Kevin Pamphile, giocatore di football americano statunitense (Miami, n. 1990)
- Kevin Pierre-Louis, giocatore di football americano statunitense (Norwalk, n. 1991)

## R(1)
- Kevin Ross, ex giocatore di football americano e allenatore di football americano statunitense (Camden, n. 1962)

## S(3)
- Kevin Smith, ex giocatore di football americano statunitense (Orange, n. 1970)
- Kevin Smith, ex giocatore di football americano statunitense (Compton, n. 1991)
- Kevin Sweeney, ex giocatore di football americano statunitense (Bozeman, n. 1963)

## T(1)
- Kevin Thomas, giocatore di football americano statunitense (St. Louis, n. 1986)

## W(3)
- Kevin Walter, giocatore di football americano statunitense (Lake Forest, n. 1981)
- Kevin White, giocatore di football americano statunitense (Plainfield, n. 1993)
- Kevin Williams, ex giocatore di football americano statunitense (Arkadelphia, n. 1980)

## Z(1)
- Kevin Zeitler, giocatore di football americano statunitense (Waukesha, n. 1990)